# Oceana (Sängerin)

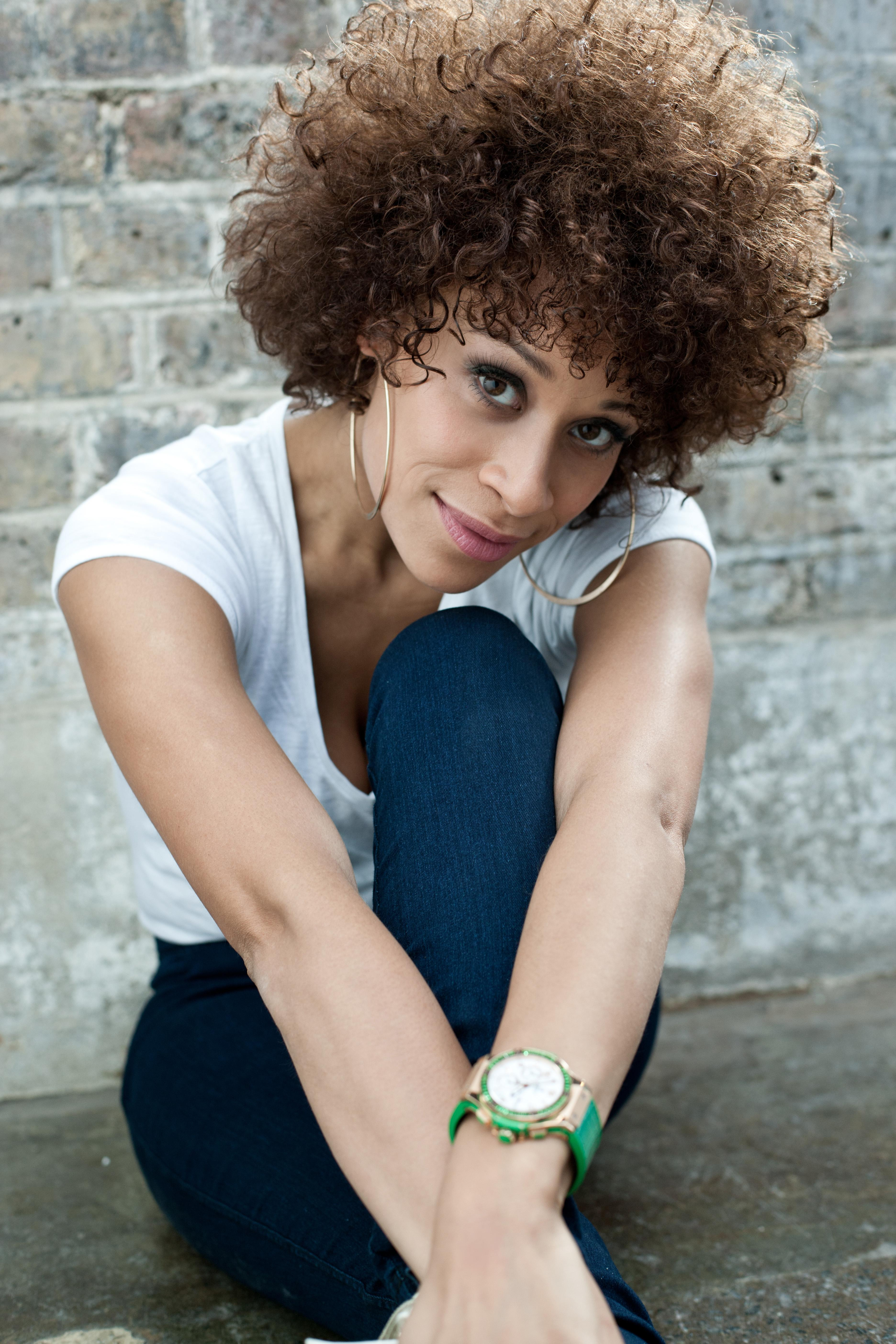
Oceana (2012)

Oceana (* 23. Januar 1982 in Wedel als Oceana Mahlmann) ist eine deutsche Popsängerin, die meist auf Englisch singt. Außerdem ist sie Fernsehmoderatorin und Schauspielerin. Musikalisch bietet sie eine Mischung aus Soul, Reggae, Hip-Hop, Pop und Funk dar.

## Karriere
Oceanas deutsche Mutter arbeitete als Modedesignerin in Paris und New York. In New York heiratete sie einen deutsch-amerikanischen Musiker und DJ aus Boston. Ihr Vater war oft auf Tournee unterwegs und auch ihre Mutter zog oft um. Daher wuchs sie sowohl in den USA als auch in Deutschland bei ihren Großeltern, dem Künstlerpaar Max Hermann Mahlmann und Gudrun Piper, in Wedel bei Hamburg auf. Sie durchlebte eine musikalische Jugend mit Ballett-, Gesangsunterricht und Bühnenauftritten mit Maceo Parker, einem Freund der Familie, der später auch den Anstoß für ihre Solokarriere gab. Dem Beispiel ihres Vaters folgend, zog Oceana bereits mit 16 Jahren von zu Hause aus, um als Sängerin die Welt zu bereisen. An der Stage School Hamburg absolvierte sie eine Schauspiel-, Gesangs- und Tanzausbildung.
In Deutschland war sie Choreografin für Seeed und trat als Tourneesängerin für Boundzound auf. Zudem wirkte sie auch als Choreografin beim Video zu Bettina von Fettes Brot mit. Außerdem sammelte sie Erfahrungen als Musicaldarstellerin in Aida (alternierende Erstbesetzung der Hauptrolle) und im Ensemble von Dirty Dancing, war 2009 mit Raphael Saadiq auf Tour und trat im Vorprogramm des Radiokonzerts von Annie Lennox auf.
Ihre eigene Musikerkarriere startete sie 2008. Bei einem Auftritt auf der Popkomm sorgte sie erstmals für Aufsehen. Ihr Debütalbum Love Supply entstand Ende des Jahres in New York und Hamburg.
Anfang 2009 begleitete sie Peter Fox bei sieben Auftritten seiner Tournee, bevor im März ihre Debütsingle Cry Cry erschien und in die deutschen, österreichischen und Schweizer Charts einstieg. Die Single erreichte auch Platz 1 in Russland und hielt sich zehn Wochen lang auf Platz 1 der rumänischen Charts (der größte Hit eines deutschen Acts in Rumänien überhaupt). Der Titel war in sechs Ländern auf Platz 1, darunter Rumänien, Ungarn und Griechenland. In Frankreich und Spanien erklomm Cry Cry Platz 1 der iTunes-Charts und erreichte dort die Top 5 der Airplaycharts. Das Album erreichte in Frankreich im Herbst 2009 Platz 126 und in Griechenland Anfang 2010 sogar Platz 2 der internationalen Albumcharts. Seit 2010 erscheint Oceanas Musik auch in Amerika, wo sie bei Ultra Records unter Vertrag ist. Die zweite Single Pussycat on a Leash folgte im September 2009.
Am 22. August 2009 bekam sie beim Sopot Festival, dem größten polnischen internationalen Musikfestival, den Publikumspreis verliehen. Am 7. März 2010 nahm sie an der polnischen Version der Tanz-Show Let’s Dance teil, wo sie den fünften Platz belegte. Zur gleichen Zeit moderierte sie beim deutsch-französischen Sender ARTE die Sendung Arte Lounge. Ebenfalls im März 2010 spielte Oceana an der Seite von Christian Ulmen und Moritz Bleibtreu im Kinofilm Jerry Cotton mit und steuerte den Song Run Baby Run zum Soundtrack bei. Eine Live-Performance des Songs ist im Film zu sehen sowie eine kurze Nebenrolle, in der sie sich selbst spielt. Run Baby Run wurde im April als Single veröffentlicht und erreichte Platz 47 in Deutschland. Dieses Lied erschien zeitgleich auf der Wiederveröffentlichung ihres Albums Love Supply. Die vierte Single aus dem Album war Lala.
Anfang 2010 sang sie auf dem Titel Bang von Boundzound und erreichte an der Seite des Seeed-Sänger die obere Hälfte der deutschen und österreichischen Singlecharts. Am 1. Oktober 2010 wurde das Duett Far Away mit dem Sänger Leon Taylor veröffentlicht. Mit diesem Song nahmen beide am Bundesvision Song Contest für das Bundesland Hessen teil und erreichten den 12. Platz mit 18 Punkten.

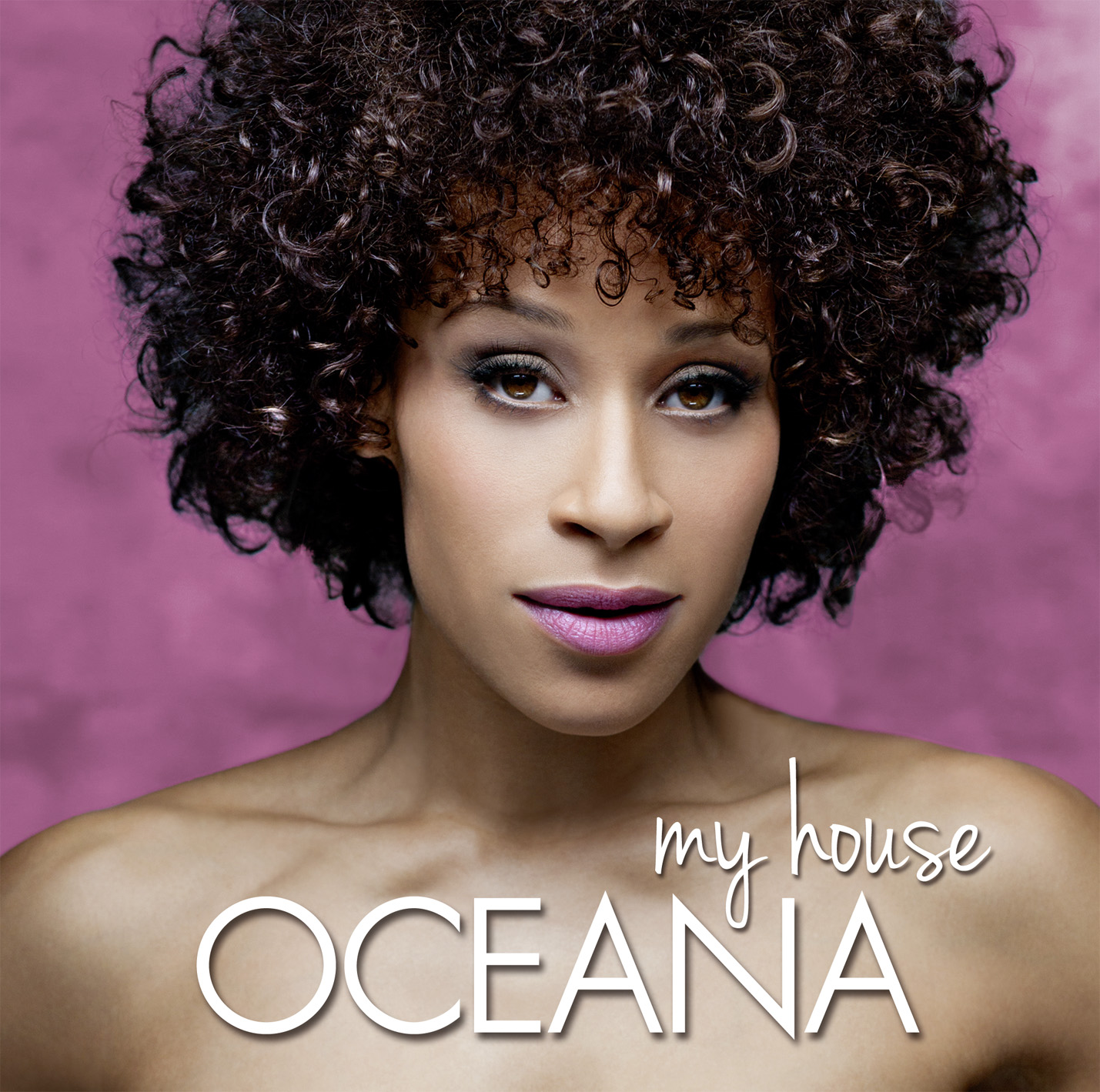
Oceana-Cover von My House (2012)

Aufgrund der großen Popularität, die Oceana insbesondere in Polen genießt, wurde die Sängerin von der UEFA ausgewählt, um mit Endless Summer den offiziellen Titelsong zur Fußball-Europameisterschaft 2012 zu singen. Mit Endless Summer erreichte sie in Deutschland ihre erste Goldene Schallplatte. Bei der Finalbegegnung, Italien-Spanien, sang sie Endless Summer vor dem Spielbeginn.
Im Herbst 2012 wurde sie als Supportact von Lionel Richie im Rahmen seiner Deutschlandtour bestätigt, welche von Oktober bis Dezember 2012 stattfand. Nach Endless Summer veröffentlichte Oceana als zweite Single aus dem Album My House die Ballade Say Sorry.
Am 13. März 2014 nahm Oceana mit Thank You und All Night am Vorentscheid zum Eurovision Song Contest teil.
Seit dem 9. Januar 2023 stellt sie unter ihrem Namen Oceana Mahlmann als Kriminaloberrätin Ella Hansen die Chefin der SOKO Hamburg dar (Staffel 5, Folge 2).

## Diskografie

### Studioalben
| Jahr | Titel       | Höchstplatzierung, Gesamtwochen, AuszeichnungChartplatzierungen (Jahr, Titel, Platzierungen, Wochen, Auszeichnungen, Anmerkungen) | Höchstplatzierung, Gesamtwochen, AuszeichnungChartplatzierungen (Jahr, Titel, Platzierungen, Wochen, Auszeichnungen, Anmerkungen) | Höchstplatzierung, Gesamtwochen, AuszeichnungChartplatzierungen (Jahr, Titel, Platzierungen, Wochen, Auszeichnungen, Anmerkungen) | Höchstplatzierung, Gesamtwochen, AuszeichnungChartplatzierungen (Jahr, Titel, Platzierungen, Wochen, Auszeichnungen, Anmerkungen) | Anmerkungen                                   |
| Jahr | Titel       | DE | AT | CH | PL | Anmerkungen                                   |
| ---- | ----------- | --- | --- | --- | --- | --------------------------------------------- |
| 2009 | Love Supply | — | — | — | PL11 Gold · (5 Wo.)PL | Erstveröffentlichung: 2009 Verkäufe: + 10.000 |
| 2012 | My House    | DE89 (1 Wo.)DE | — | CH84 (1 Wo.)CH | PL15 (4 Wo.)PL | Erstveröffentlichung: 22. Juni 2012           |

Weitere Alben
- 2018: Can’t Stop Thinking About You

### Singles
| Jahr | Titel Album             | Höchstplatzierung, Gesamtwochen, AuszeichnungChartplatzierungen (Jahr, Titel, Album, Platzierungen, Wochen, Auszeichnungen, Anmerkungen) | Höchstplatzierung, Gesamtwochen, AuszeichnungChartplatzierungen (Jahr, Titel, Album, Platzierungen, Wochen, Auszeichnungen, Anmerkungen) | Höchstplatzierung, Gesamtwochen, AuszeichnungChartplatzierungen (Jahr, Titel, Album, Platzierungen, Wochen, Auszeichnungen, Anmerkungen) | Höchstplatzierung, Gesamtwochen, AuszeichnungChartplatzierungen (Jahr, Titel, Album, Platzierungen, Wochen, Auszeichnungen, Anmerkungen) | Anmerkungen                                           |
| Jahr | Titel Album             | DE | AT | CH | PL | Anmerkungen                                           |
| ---- | ----------------------- | --- | --- | --- | --- | ----------------------------------------------------- |
| 2000 | 48 Stunden              | DE93 (2 Wo.)DE | — | — | — | Erstveröffentlichung: 1. Mai 2000 mit Kim Frank       |
| 2009 | Cry Cry Love Supply     | DE52 (5 Wo.)DE | AT73 (1 Wo.)AT | CH39 (18 Wo.)CH | — | Erstveröffentlichung: 13. März 2009                   |
| 2010 | Bang (Remix) EAR        | DE49 (2 Wo.)DE | AT42 (2 Wo.)AT | — | — | mit Boundzound                                        |
| 2010 | Far Away                | DE57 (1 Wo.)DE | — | — | — | Erstveröffentlichung: 1. Oktober 2010 mit Leon Taylor |
| 2012 | Endless Summer My House | DE5 Gold · (19 Wo.)DE | AT17 (11 Wo.)AT | CH6 (12 Wo.)CH | PL1 (5 Wo.)PL | Erstveröffentlichung: 4. Juni 2012                    |
| 2012 | Say Sorry My House      | DE86 (1 Wo.)DE | — | — | — | Erstveröffentlichung: 30. November 2012               |

grau schraffiert: keine Chartdaten aus diesem Jahr verfügbar
Weitere Singles
- 1997: Es hat mich erwischt
- 2008: As Sweet As You
- 2009: Pussycat on a Leash
- 2010: Run Baby Run (Jerry Cotton Theme)
- 2010: LaLa
- 2012: Put Your Gun Down
- 2014: Thank You
- 2014: Everybody
- 2014: Unexpected
- 2016: Brace
- 2017: Can’t Stop Thinking About You

## Filmografie
Filme und Serien
- 2010: Jerry Cotton
- 2023–2024: SOKO Hamburg (Fernsehserie)

Gastauftritte
- 2010: Let’s Dance (Polnische Version)
- 2013: Köln 50667 (Folge 6)
- 2021: In aller Freundschaft – Die jungen Ärzte (Folge 304)
- 2022: Malibu – Camping für Anfänger (Fernsehreihe)
- 2023: Malibu – Mein Traum, dein Traum (Fernsehreihe)

Moderationen
- 2010: ARTE Lounge